# Copa del Príncep de la Corona de Bahrain
La Copa del Príncep de la Corona de Bahrein fou una competició futbolística per eliminatòries de Bahrain. La disputaven els 4 primers classificats del campionat de lliga de la temporada anterior. Era organitzada per l'Associació de Futbol de Bahrain.

## Historial
Font:
- 2001: Muharraq Club 5-4 Bahrain Riffa Club
- 2002: Bahrain Riffa Club 3-2 Muharraq Club
- 2003: Bahrain Riffa Club 3-1 Muharraq Club
- 2004: Bahrain Riffa Club 2-1 Muharraq Club
- 2005: Bahrain Riffa Club 3-1 Al Ahli
- 2006: Muharraq Club 2-1 Bahrain Riffa Club
- 2007: Muharraq Club 1-0 Al-Najma
- 2008: Muharraq Club 5-2 Al Ahli
- 2009: Muharraq Club 2-0 Bahrain Riffa Club